# Lijst van spelers van Colorado Rapids
Deze lijst omvat voetballers die bij de Amerikaanse voetbalclub Colorado Rapids spelen of gespeeld hebben. De spelers zijn alfabetisch gerangschikt.

## A
- Kwame Adjeman-Pamboe
- Andre Akpan
- Carlos Alvarez
- Quincy Amarikwa
- Daniel Amokachi
- Davy Armstrong
- Khalil Azmi

## B
- Imad Baba
- Dominique Badji
- Marcelo Balboa
- Medhi Ballouchy
- Shaun Bartlett
- Julien Baudet
- Kyle Beckerman
- Dedi Ben Dayan
- Scott Benedetti
- Jason Bent
- John Berner
- Nat Borchers
- Alexandre Boucicaut
- Paul Bravo
- Adin Brown
- Deshorn Brown
- Roberto Brown
- Edson Buddle
- Marc Burch
- Jose Burciaga
- Preston Burpo
- Ian Butterworth

## C
- Scott Campbell
- José Cancela
- Adrian Cann
- Joe Cannon
- Conor Casey
- Grant Van De Casteele
- David Castellanos
- Jaime Castrillón
- Steward Ceus
- Marvin Chávez
- Mark Chung
- Jordan Cila
- Colin Clark
- Nico Colaluca
- Terry Cooke
- Bouna Coundoul
- Matt Crawford
- Sam Cronin
- Leo Cullen
- Omar Cummings
- Jeff Cunningham

## D
- Greg Dalby
- Alberto Delgado
- Eric Denton
- Joey DiGiamarino
- John DiRaimondo
- Facundo Diz
- Kevin Doyle

## E
- Danny Earls
- Charles Eloundou
- Facundo Erpen
- Michael Erush

## F
- Ian Feuer
- Maynor Figueroa
- Byron Foss
- Robin Fraser
- Hunter Freeman

## G
- Dan Gargan
- Scott Garlick
- Cory Gibbs
- Gomes
- Christian Gomez
- Herculez Gomez
- Luchie Gonzalez
- Sasha Gotsmanov
- Kelly Gray
- Brian Grazier
- Joseph Greenspan
- Brenton Griffiths
- Gilles Grimandi
- Iván Guerrero
- Stephane Guillaume

## H
- Marcus Hahnemann
- Marlon Hairston
- Jean Harbor
- Kevin Harbottle
- Ty Harden
- Michael Harrington
- Atiba Harris
- Wolde Harris
- Wes Hart
- Jordan Harvey
- Chris Henderson
- Stephen Herdsman
- Nicolás Hernández
- Michael Holody
- Justin Hughes

## I
- Ugo Ihemelu
- Clint Irwin

## J
- Matt Jordan
- Ian Joyce

## K
- Henry Kalungi
- Macoumba Kandji
- Aitor Karanka
- Stephen Keel
- Kosuke Kimura
- Kory Kindle
- Aaron King
- Zach Kingsley
- Dominic Kinnear
- Jovan Kirovski
- Chris Klute
- Matt Kmosko
- Zat Knight
- Ritchie Kotschau

## L
- Ross LaBauex
- Nick LaBrocca
- Jeff Larentowicz
- Ricky Lewis
- Anders Limpar
- Claudio López
- Amir Lowery

## M
- Zac MacMath
- José Mari
- Tyrone Marshall
- Rey Ángel Martinez
- Pablo Mastroeni
- Clint Mathis
- Gherland McDonald
- Matt McKeon
- Tom McManus
- Guy Melamed
- Germán Mera
- Drew Moor
- Martin Morales
- Brian Mullan
- Oscar Murillo

## N
- Joe Nasco
- John Neeskens
- Alain Nkong
- Fabrice Noel
- Pat Noonan

## O
- Ciaran O'Brien
- Daniel Osorno
- Shane O'Neill

## P
- Raúl Palacios
- Scott Palguta
- Adrián Paz
- Ross Paule
- Jean Philippe Peguero
- Jacob Peterson
- Mike Petke
- Matt Pickens
- Thomas Piermayr
- Lucas Pittinari
- Darryl Powell
- Brandon Prideaux

## R
- Juan Ramírez
- Gregory Richardson
- Martín Rivero
- Zizi Roberts

## S
- Waldir Sáenz
- Tony Sanneh
- Kwame Sarkodie
- Marcelo Sarvas
- Ross Schunk
- Jordan Seabrook
- Dillon Serna
- Chris Sharpe
- Axel Sjöberg
- Jamie Smith
- Luis Solignac
- John Spencer
- Eugene Ssepuya
- Sean St. Ledger
- Jeff Stewart
- Nathan Sturgis
- Gary Sullivan
- Sead Sušić

## T
- Thiago Martins
- Keyeno Thomas
- Wells Thompson
- Zach Thornton
- Antonio de la Torre
- David de la Torre
- Gabriel Torres
- Seth Trembly
- Steve Trittschuh

## V
- Carlos Valderrama
- Rob Valentino
- Scott Vallow
- Greg Vanney
- Peter Vermes
- Raimo de Vries

## W
- Tyson Wahl
- Craig Waibel
- Anthony Wallace
- Tim Ward
- Daniel Wasson
- Jared Watts
- Chris Wingert
- Chris Woods
- Marvell Wynne

## Z
- Cesar Zambrano